# Clarivate Analytics
Clarivate Analytics is een bedrijf dat abonnementsdiensten in de sector wetenschappelijk en academisch onderzoek aanbiedt.
De diensten zijn grotendeels gericht op analyse, gebaseerd op de databases, informatiesystemen en collecties van intellectueel eigendom die het bedrijf beheert. Enkele diensten zijn Web of Science, Cortellis, Derwent Innovation, Derwent World Patents Index, CompuMark, MarkMonitor, Techstreet, Publons, EndNote en Kopernio.
Het bedrijf is gespecialiseerd in onderzoek, patentanalyses en wettelijke normen op het gebied van farmacie en biotechnologie, de bescherming van intellectuele eigendomsrechten en het bezit van handelsmerken.

## Geschiedenis
Tussen 1992 en 2016 was dit bedrijf nog een afdeling van Thomson Reuters, waarvan het nu los staat. In 2016 is deze afdeling IP & Science (Intellectual Property and Science) overgenomen door een aantal zakelijke beleggers. De eigenaars van dit bedrijf zijn het Canadese Onex Corporation en Barings Bank Asia in Hong Kong.
Het heeft meer dan 4.000 werknemers en is actief in 41 landen.